# تیرماهی‌های آتشی
تیرماهی‌های آتشی (نام علمی: Nemateleotris) نام یک سرده از راسته سوف‌ماهی‌سانان است.